# Зографу (Нова Пропонтида)
Зографу (грч. Ζωγράφου) је насељено место у општини Нова Пропонтида у периферији Средишња Македонија, Грчка. Према попису из 2021. године било је 253 становника.
Насеље је некада било метох светогорског манастира Зограф на коме је 1920. године живело 52 житеља. Године 1924. ту је подигнуто ново насеље где је насељено 96 грчких избегличких породица, којих је на попису из 1928. године било 246.